# Ringelblumen
Die Ringelblumen (Calendula) sind eine Pflanzengattung innerhalb der Familie der Korbblütler (Asteraceae). Sie sind heimisch in einem Gebiet, das von den Kanarischen Inseln bis hin zum Iran reicht.

## Beschreibung

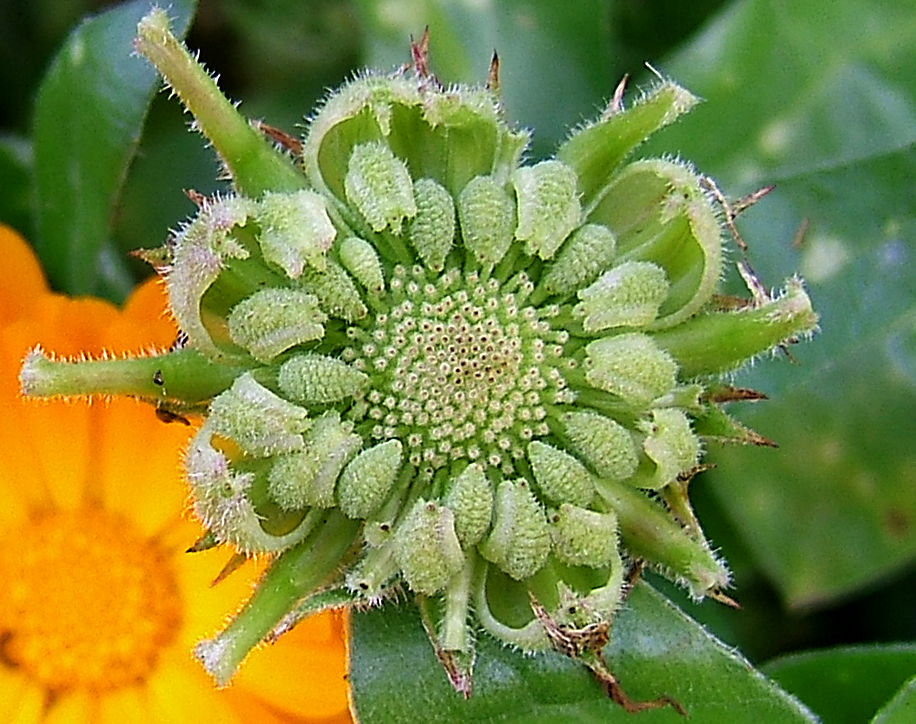
Fruchtstand der Garten-Ringelblume (Calendula officinalis)

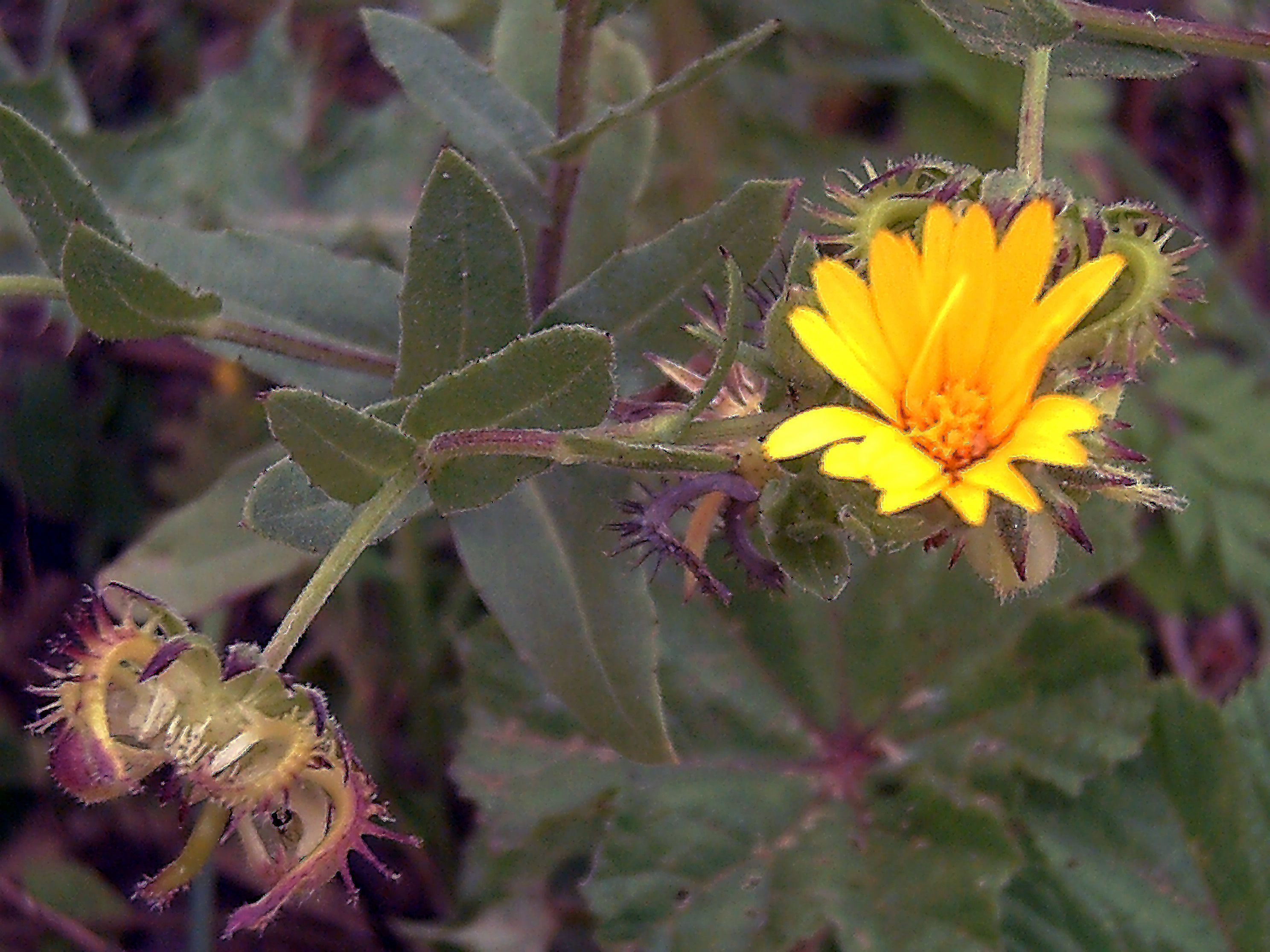
Acker-Ringelblume (Calendula arvensis)

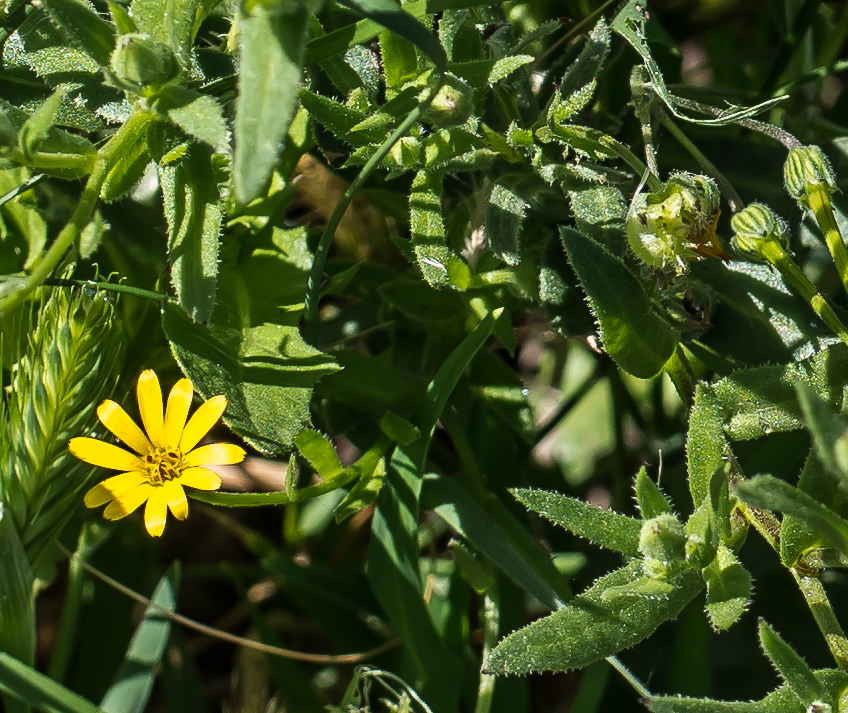
Stern-Ringelblume (Calendula stellata)

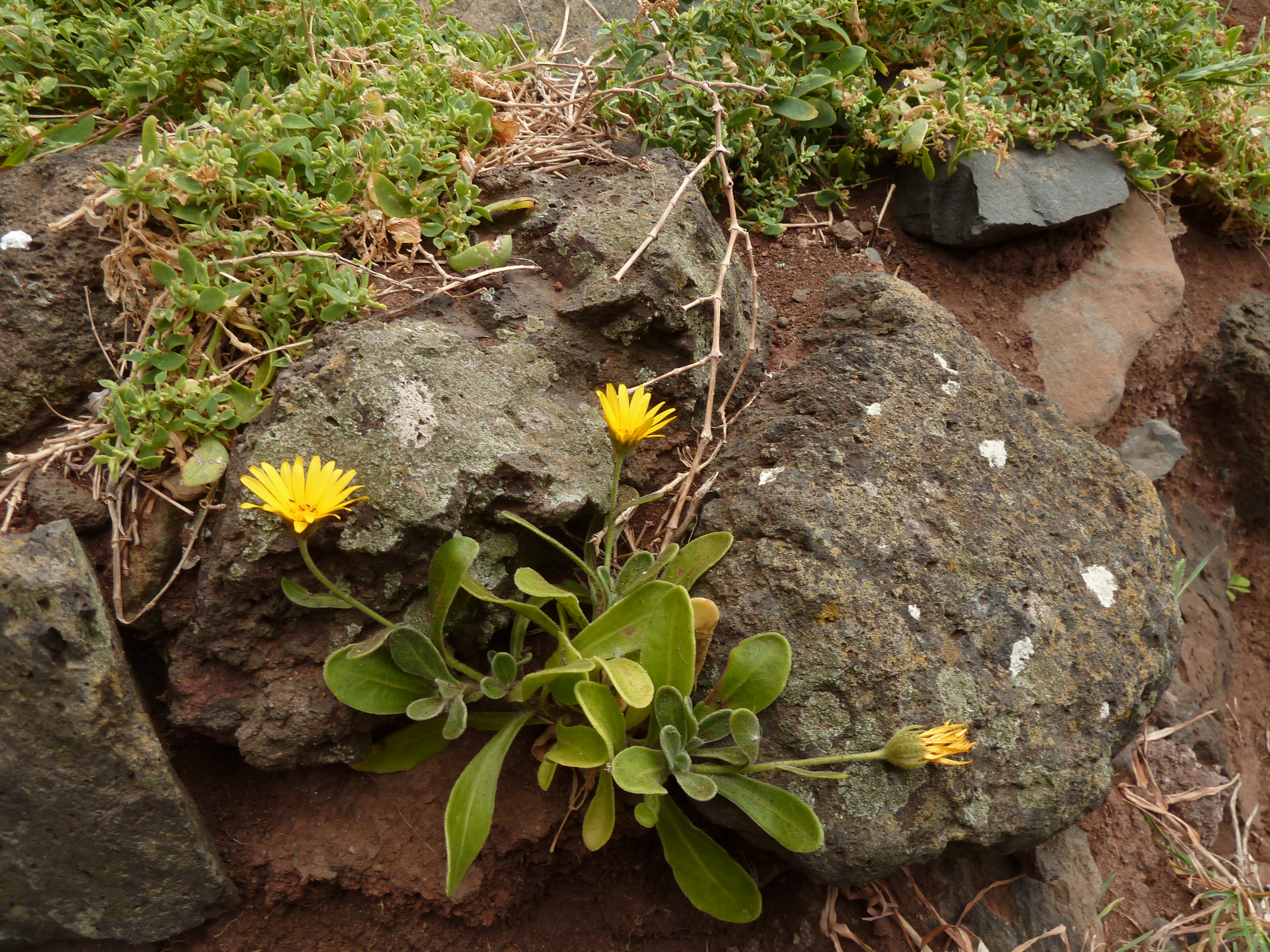
Calendula suffruticosa subsp. maderensis

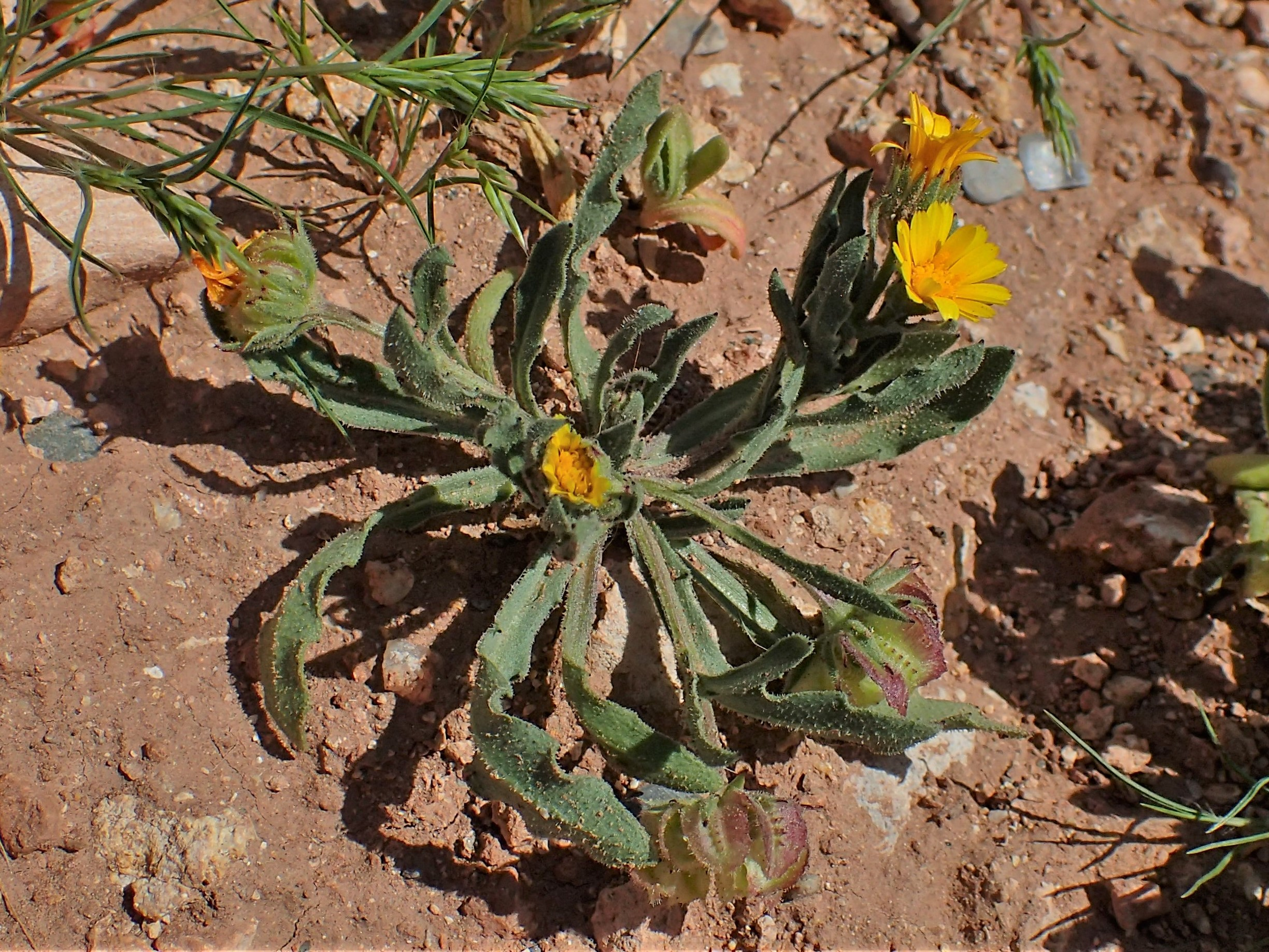
Calendula tripterocarpa

### Vegetative Merkmale
Bei Calendula-Arten handelt es sich um einjährige bis ausdauernde krautige Pflanzen. Die Stängel sind aufrecht oder kriechend. Die wechselständigen, einfachen Laubblätter sind gestielt oder ungestielt. Die Blattränder sind glatt oder gezähnt.

### Generative Merkmale
In den einzeln stehenden, körbchenförmigen Blütenständen befinden sich außen zygomorphe Zungenblüten (Strahlenblüten) und innen radiärsymmetrische Röhrenblüten (Scheibenblüten). Die meist orangefarbenen oder gelben Kronblätter sind röhrig verwachsen.
Als Früchte werden Achänen gebildet.

## Systematik
Die Gattung Calendula wurde 1753 von Carl von Linné in Species Plantarum erstveröffentlicht.
Es gibt etwa 11 Calendula-Arten:
- Acker-Ringelblume (Calendula arvensis (Vaill.) L.)
- Calendula eckerleinii Ohle: Sie kommt in Marokko vor.[2]
- Calendula lanzae Maire: Sie kommt in Marokko vor.[2]
- Calendula maroccana (Ball) B.D.Jacks.: Sie kommt in Marokko vor.[2]
- Calendula meuselii Ohle: Sie kommt in Marokko vor.[2]
- Gewöhnliche Ringelblume (Calendula officinalis L.)
- Calendula pachysperma Zohary: Sie kommt im Gebiet von Israel und Jordanien vor.[2]
- Calendula palaestina Boiss.: Sie kommt in Syrien, im Libanon und im Gebiet von Israel und Jordanien vor.[2]
- Calendula stellata Cav.: Sie kommt in Sizilien, Tunesien, Algerien, Marokko und den Kanaren vor.[2]
- Calendula suffruticosa Vahl: Sie kommt in Madeira, Portugal, Spanien, Italien, Sizilien, Sardinien, Tunesien, Algerien und Marokko vor. Es gibt etwa 13 Unterarten:[2]
  - Calendula suffruticosa subsp. algarbiensis (Boiss.) Nyman: Sie kommt in Spanien, Gibraltar und Portugal vor.[2]
  - Calendula suffruticosa subsp. balansae (Boiss. & Reut.) Ohle: Sie kommt in Algerien vor.[2]
  - Calendula suffruticosa subsp. boissieri Lanza: Sie kommt in Algerien vor.[2]
  - Calendula suffruticosa subsp. carbonellii Ohle: Sie kommt in Spanien und in Gibraltar vor.[2]
  - Calendula suffruticosa subsp. fulgida (Raf.) Guadagno: Sie kommt in Marokko, Italien, Sizilien und Malta vor.[2]
  - Calendula suffruticosa subsp. greuteri Ohle: Sie kommt in Spanien vor.[2]
  - Calendula suffruticosa subsp. lusitanica (Boiss.) Ohle: Sie kommt in Marokko und in Portugal vor.[2]
  - Calendula suffruticosa subsp. maderensis (DC.) Govaerts: Sie kommt auf Madeira und auf den Desertas vor.[2]
  - Meeresstrand-Ringelblume (Calendula suffruticosa subsp. maritima (Guss.) Meikle, Syn.: Calendula maritima Guss.): Sie kommt nur in Sizilien und Sardinien vor.[2]
  - Calendula suffruticosa subsp. monardii (Boiss. & Reut.) Ohle: Sie kommt in Algerien vor.[2]
  - Calendula suffruticosa subsp. tlemcensis Ohle: Sie kommt in Algerien vor.[2]
  - Calendula suffruticosa subsp. tomentosa (Ball) Murb. (Syn.: Calendula tomentosa Desf., non L. f.): Sie kommt in Portugal, Spanien und Marokko vor.[2]
  - Calendula suffruticosa Vahl subsp. suffruticosa: Sie kommt urspr+nglich in Tunesien vor.[2]
- Calendula tripterocarpa Rupr.: Sie kommt auf den Kanaren, in Nordafrika, Vorderasien und Südeuropa vor.[2]

## Nutzung
Vor allem die Garten-Ringelblume (Calendula officinalis) spielt eine Rolle auch in der Pflanzenheilkunde. Das Öl aus den Samen wird für Hautpflegeprodukte und verschiedene Zwecke in der Industrie genutzt.